# Partito Comunista dell'Unione Sovietica (2001)
Il Partito Comunista dell'Unione Sovietica (in russo Коммунистическая партия Советского Союза?, Kommunističeskaja partija Sovetskogo Sojuza) è un partito politico d'ispirazione marxista-leninista fondato nel 2001 che opera nel territorio della disciolta Unione Sovietica.
Il partito è nato come scissione dell'Unione dei Partiti Comunisti - Partito Comunista dell'Unione Sovietica a seguito del contrasto tra Oleg Šenin e Gennadij Zjuganov.
Il partito comprende proprie sezioni repubblicane nelle ex Repubbliche sovietiche.

## Partiti membri
| Stato           | Partito                                                                     |
| --------------- | --------------------------------------------------------------------------- |
| Armenia         | Partito Comunista Unito d'Armenia                                           |
| Azerbaigian     | Partito Comunista dell'Azerbaigian (1993)                                   |
| Bielorussia     | Comitato Repubblicano del Partito Comunista di Bielorussia                  |
| Estonia         | Partito Comunista dell'Estonia                                              |
| Georgia         | Nuovo Partito Comunista della Georgia                                       |
| Kazakistan      | Partito Comunista del Kazakistan                                            |
| Kirghizistan    | Partito Comunista del Kirghizistan                                          |
| Lituania        | Fronte Popolare Socialista                                                  |
| Ossezia del Sud | Partito dei Comunisti della Repubblica dell'Ossezia del Sud                 |
| Russia          | Partito Comunista Operaio Russo del Partito Comunista dell'Unione Sovietica |
| Transnistria    | Partito Comunista di Transnistria                                           |
| Ucraina         | Unione dei Comunisti di Ucraina                                             |
| Uzbekistan      | Partito Comunista dell'Uzbekistan                                           |